# Matadeón de los Oteros
Matadeón de los Oteros es un municipio y villa española de la provincia de León, en la comunidad autónoma de Castilla y León. Cuenta con una población de 221 habitantes (INE 2024).

## Poblaciones
- Fontanil de los Oteros
- Matadeón de los Oteros
- San Pedro de los Oteros
- Santa María de los Oteros

## Demografía
Cuenta con una población de 221 habitantes (INE 2024).
| Gráfica de evolución demográfica de Matadeón de los Oteros entre 1842 y 2021 |
| |
| Población de derecho según los censos de población del INE. Población de hecho según los censos de población del INE. En 1857 disminuye el término del municipio porque independiza a Castrofuerte, Izagre y Valverde-Enrique. |

## Fiestas y celebraciones
En cuanto a sus fiestas, este pequeño pueblo celebra sus fiestas patronales en verano. Estas se solían realizar a principio del mes de septiembre, más concretamente durante el primer fin de semana del mismo, pero en los últimos años estas fechas han cambiado, pasando a realizarse durante el último fin de semana de agosto. Estas fiestas atraen a visitantes de muchos lugares de la región año tras año.
Estas fiestas suelen durar cuatro días: Jueves, viernes, sábado y domingo.  
Estas fiestas se abren con La Chuletada, gran barbacoa en la que trabajan muchos de los vecinos del pueblo que se realiza en Las Escuelas (antigua escuela pública del pueblo) y se cierran con una chocolatada el último día, despidiendo las fiestas y el verano.
Por lo general, los dos primeros días de fiestas se basan en conciertos de rock, tanto de grupos regionales como nacionales. 
Una de las celebraciones más simbólicas y típicas de este pueblo se conoce como El pasacalles, que se lleva a cabo en la madrugada del viernes y al que acuden muchos curiosos. Además del pasacalles, el desfile de carrozas del sábado es otra de las tradiciones más llamativas del pueblo. En este caso, muchos de los vecinos del pueblo se juntan en grupos para decorar un remolque y disfrazarse de un tema que les interese. Posteriormente, estos remolques son llevados por tractores hasta el final del recorrido, el frontón, donde los integrantes de cada carroza desfilan y, tras esto, se determina la carroza vencedora.